# Ernesto Pimentel
Ernesto Pimentel Yesquén (Lima, 20 de septiembre de 1970) es un  comediante, presentador de televisión, drag queen, actor y cantante peruano. Es reconocido en la cultura popular de su país por interpretar al personaje travestido de la chola Chabuca en diferentes programas humorísticos, entre ellos el programa cómico-musical El reventonazo de la chola, presentado por él mismo.
En abril de 2024, se estrenó una película biográfica sobre Pimentel titulada Chabuca, producida por la productora Tondero Films.

## Biografía
Nacido en Lima el 20 de septiembre de 1970, es proveniente de una familia de clase media baja.
Comenzó su carrera artística en 1988 como artista de circoy trabajó como bailarín para los artistas Coco Marusix y Andrés Hurtado, Chibolín, durante inicios de los años 90. Mientras que en 1996, cuando asumió como drag queen, concibió su personaje de la chola Chabuca. Chabuca era conocida dentro de los ambientes nocturnos de espectáculos limeños, y eventos circenses. Su primera aparición televisiva fue en el programa Sinvergüenza, emitido por ATV en 1995 y conducido por Tatiana Astengo y Christian Thorsen. Posteriormente, en ese año, gracias a la intervención de Guillermo Rossini, tuvo un segmento propio en el programa de humor Risas y salsa. El éxito de su personaje hizo que tuviera sus propios programas como Aló Chabuca, Chola de miércoles, Más chola que nunca, Más chola latina, Recargados de cholas, El reventón de los sábados, Super sábado y Esta noche.
En 1998, presentó su personaje la tía Zoila, llamada originalmente como doña Zoila. Además, en ese año participó en la obra teatral La jaula de las locas.
En 2001, condujo su programa Hola chola para el canal Frecuencia Latina. Al año siguiente, en 2002, inició su etapa de cantante junto con el programa musical Sabadazo.
Entre 2003 y 2005, condujo las seis temporadas del concurso de talentos Camino a la fama, que recibió el reconocimiento por la Asociación Nacional de Anunciantes en el segmento de programas de entretenimiento de televisión.
Entre 2005 y 2013, integró el elenco del programa cómico Recargados de risa, de América Televisión, donde participó con sus personajes de la chola Chabuca y la tía Zoila.
En 2006, condujo el espacio titulado «Recargados de cholas», el cual se emitió todos los sábados dentro del programa cómico Recargados de risa en las pantallas de América Televisión. Ese mismo año, Pimentel participó en la Teletón de Panamá.
Desde 2007, conduce El reventonazo de la chola, un programa cómico-musical, transmitido en el canal América. Este programa compitió con la entonces reinante Las movidas, conducido por la presentadora Janet Barboza, y más adelante con JB en ATV por el cómico Jorge Benavides.
Condujo el programa de televisión Gud nay Chabuca en el año 2014, cuya sinopsis es de tipo concurso, en la cual participaron comediantes de stand-up y algunos cómicos ambulantes. También, Pimentel fue animador del evento de la marcha del orgullo LGBT+ en 2022, que fue realizado en la plaza San Martín, ubicada en la capital Lima.[cita requerida]
Además como actor, fue parte del elenco de Sweet Charity. También protagonizó con Stefano Tosso la obra Orquesta de señoritas en 2016,[cita requerida] participa en la serie De vuelta al barrio como Kandelaria Mondragón en 2018 y en la serie Llauca con el papel travestido de Vicky en 2021. En 2017, fue protagonista de la obra teatral Congreso para el festival Sala de Parto.
En 2022, produjo un nuevo espectáculo de circo con el espectáculo Volver, bajo el nombre de Gran Circo Estelar y el espectáculo Volar, con la presencia de los actores Patricia Barreto y Édgar Vivar en el reparto principal. Ambas obtuvieron el mérito a mejor espectáculo por el Sindicato de Artistas, Circenses, Intérpretes y Técnicos del Espectáculo. Posteriormente fue invitado para asistir a un festival internacional de circo en México.
Ese mismo año, Pimentel anuncia el inicio de un proyecto cinematográfico bajo el nombre de Chabuca, película basada en su vida, que se ha estrenado en 2024 y fue protagonizada por el actor Sergio Armasgo. A la par, en octubre de 2022, fue homenajeado con una estrella en el Paseo de la Fama de América Televisión, que se realizó en los estudios del dicho canal, en el distrito limeño de Pachacámac. Junto a Luis Ángel «Rulito» Pinasco, Gustavo Bueno y Gisela Valcárcel, son los únicos que, hasta el momento, cuentan con este reconocimiento.

### Trayectoria musical
Ernesto Pimentel ha realizado colaboraciones con Armonía 10. Interpretó varios temas como «Juraré no amarte más», «Tomar para olvidar», entre otros.
Pimentel es también dueño de la productora Reventón, donde produce y protagoniza El Circo de la Chola Chabuca desde el año 2000, evento anual que se realiza entre julio y agosto.

## La chola Chabuca
Pimentel toma el nombre chola, para su personaje, del término peruano para mujeres que viven en las serranías del Perú. Confecciona sus atuendos basados en la vestimenta tradicional andina, es decir, polleras. Cada una pesa entre 15 a 25 kilogramos. Sin embargo, a diferencia de otros personajes como la paisana Jacinta, su objetivo es dar glamour con los trajes típicos de la serranía. Como resultado, es considerada un ícono que representa a la mujer andina en la cultura popular y televisiva.
En 1996, la figura televisiva apareció en el especial de Panamericana Televisión sobre su «boda» con Eusebio Grados en el Campo de Marte.
En la primera década del siglo XXI, su personaje fue presentado en el Simposio de Humor de Buenos Aires, Argentina.

## Vida personal
Ernesto Pimentel es homosexual. Durante los años noventa, mantuvo una relación con el fallecido bailarín, cantante y escritor Alex Brocca.  Antes de su fallecimiento, Brocca declaró que Pimentel apenas era reconocido públicamente antes de que lo descubriera.
Forma parte de la campaña de la lucha contra el vih, enfermedad que enfrentó a partir de 1990.
En julio de 2019, nació su hijo Gael por reproducción asistida.

## Filmografía

### Programas
- Sinvergüenza (1995)[14]
- Risas y salsa (1996-1997), parte del segmento de entrevistas.[12]
- Aló Chabuca (1996-1997)[6]
- Risas de América (1998, 2012-2013), como él mismo  y varios roles (actor cómico).
- Chola de miércoles (1997-1999), como la chola Chabuca (presentador).[6]
- Más chola que nunca (2000-2001), como la chola Chabuca (presentador).[6]
- Hola chola (2001)[17]
- Más chola latina (2001-2002), como la chola Chabuca (presentador).[6]
- Sabadazo (2002)[12]
- Camino a la fama (2003-2005)[50]
- Recargados de risa (2005-2011), como la chola Chabuca y la tía Zoila (actor cómico y varios roles).
- El reventón de los sábados (2007-2011)[6]
- Gud nay, Chabuca (2014)[6]
- Esta noche (2013-2014, 2025), como la chola Chabuca (presentador).[6][51][52]
- El reventonazo de la chola (desde 2015), como la chola Chabuca (presentador y actor cómico).[53][6]
- La vuelta al mundo en 80 risas (programa para Caracol TV)[54]

### Cortometrajes
- 007 Hue Bond: Un polvo no basta (2013)[55]

### Series y telenovelas
- De vuelta al barrio (2018), como Kandelaria Mondragón, Señora K (participación especial).[56]
- Llauca (2019), como Vicky (rol principal).[57]
- Ojitos hechiceros (2019), como él mismo (actor invitado).[1]
- Luz de luna (2021), como la chola Chabuca (invitado especial)[58]
- Tu nombre y el mío, como él mismo (actor invitado).
- Al fondo hay sitio, como la chola Chabuca (invitado en episodios).

### Cine
- Chabuca (2024), como él mismo (participación especial).[59]
- Arde Lima (2024)